# Liste der Wappen im Saale-Holzland-Kreis
Diese Liste erfasst die Wappen der Städte und Gemeinden des Saale-Holzland-Kreises in Thüringen (Deutschland) sowie Wappen von Verwaltungsgemeinschaften und Ortsteilen, so sie momentan vorliegen.
Die Orte sind alphabetisch geordnet.

Wappen des Saale-Holzland-Kreises[1]
Der Saale-Holzland-Kreis in Thüringen
Der Saale-Holzland-Kreis in Deutschland

## Wappen der Städte und Gemeinden
Folgende Gemeinden führen kein Wappen:
| - Albersdorf - Bobeck - Freienorla - Golmsdorf - Großlöbichau - Hainichen - Jenalöbnitz - Laasdorf - Lehesten - Löberschütz | - Neuengönna - Schöngleina - Sulza - Tautenburg - Thierschneck - Waldeck - Weißenborn - Wichmar - Zimmern |

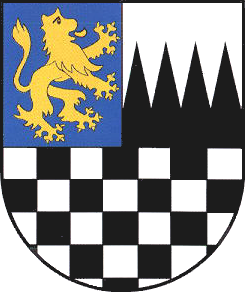
Gemeinde Altenberga
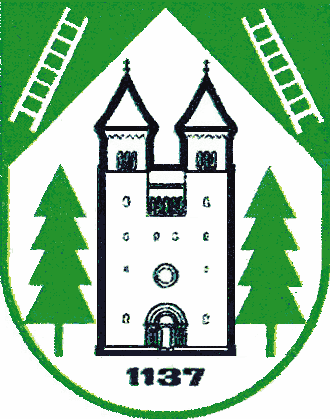
Gemeinde Bad Klosterlausnitz
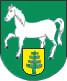
Gemeinde Bibra
Gemeinde Bremsnitz
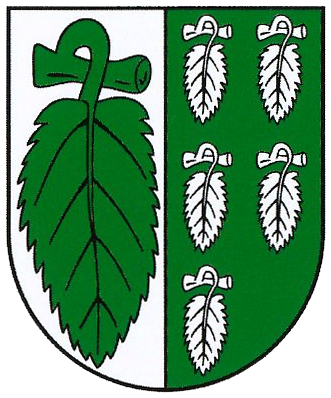
Gemeinde Bucha
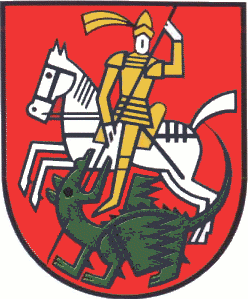
Stadt Bürgel
Gemeinde Crossen an der Elster
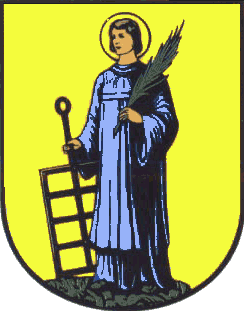
Stadt Dornburg-Camburg
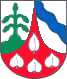
Gemeinde Eichenberg
Gemeinde Eineborn
Kreisstadt Eisenberg[6]
Gemeinde Frauenprießnitz
Gemeinde Geisenhain
Gemeinde Gneus
Gemeinde Gösen
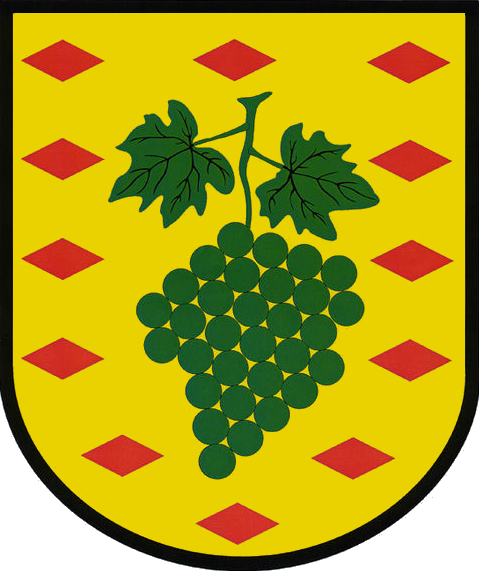
Gemeinde Graitschen b. Bürgel
Gemeinde Großbockedra
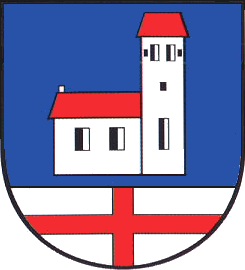
Gemeinde Großeutersdorf
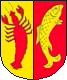
Gemeinde Großpürschütz
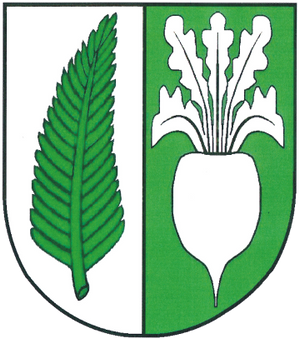
Gemeinde Gumperda
Gemeinde Hainspitz
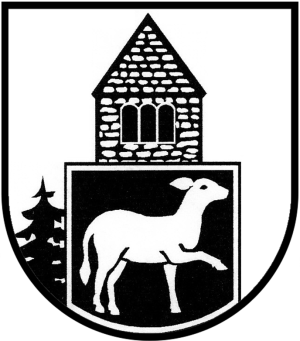
Gemeinde Hartmannsdorf
Gemeinde Heideland
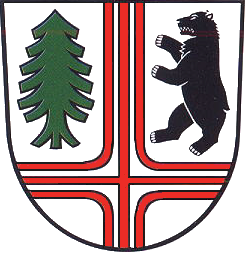
Stadt Hermsdorf
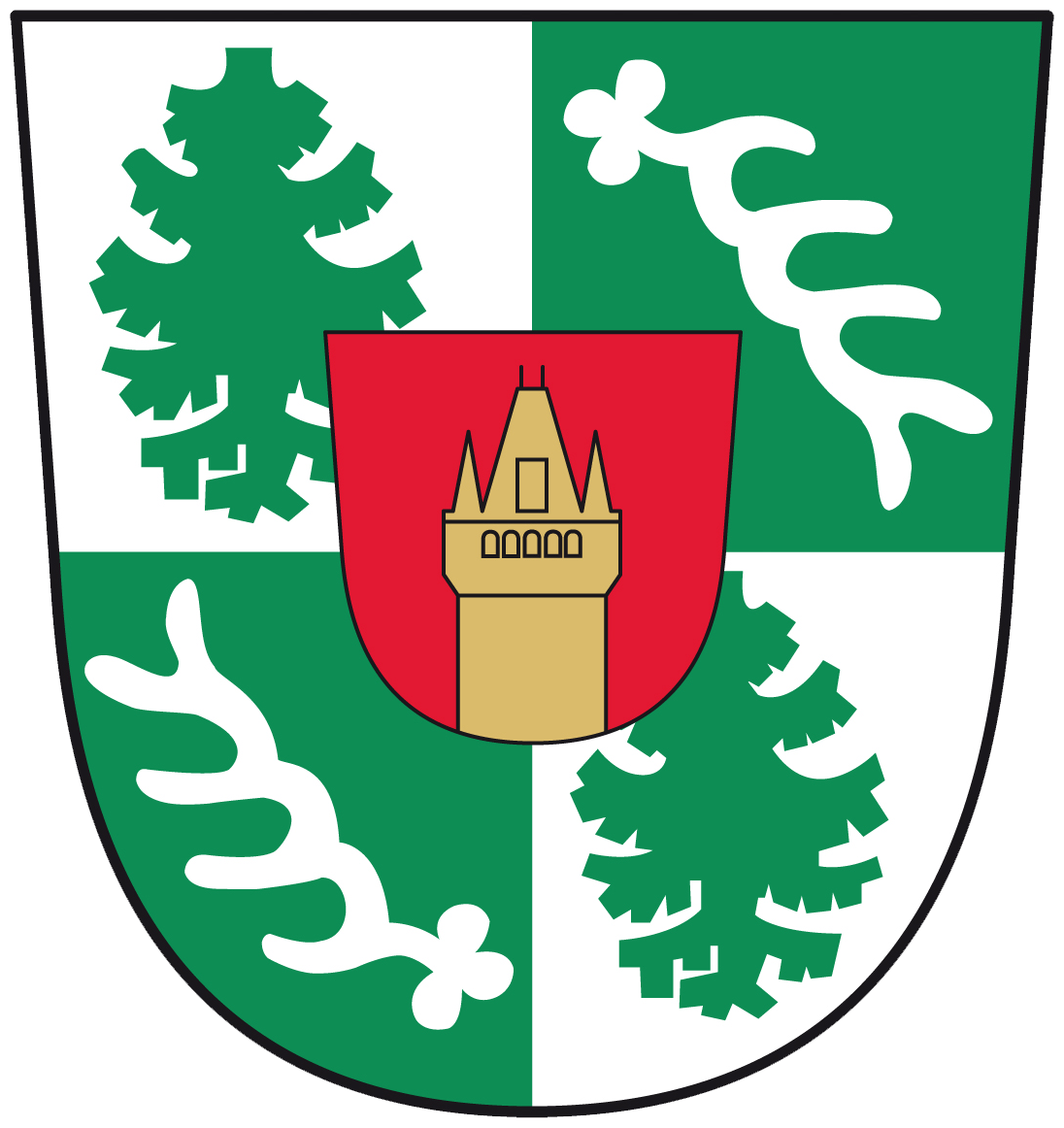
Gemeinde Hummelshain
Stadt Kahla[10]
Gemeinde Karlsdorf
Gemeinde Kleinbockedra
Gemeinde Kleinebersdorf
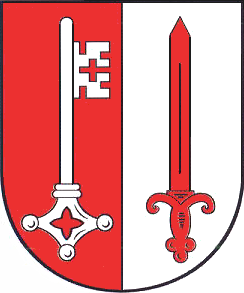
Gemeinde Kleineutersdorf
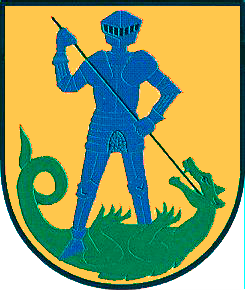
Gemeinde Lindig
Gemeinde Lippersdorf-Erdmannsdorf
Gemeinde Mertendorf
Gemeinde Meusebach
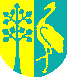
Gemeinde Milda
Gemeinde Möckern
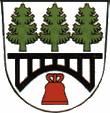
Gemeinde Mörsdorf
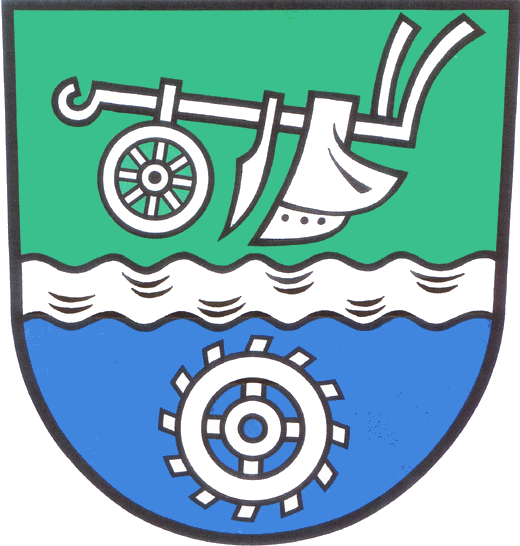
Gemeinde Nausnitz
Gemeinde Oberbodnitz
Stadt Orlamünde[15]
Gemeinde Ottendorf
Gemeinde Petersberg
Gemeinde Poxdorf
Gemeinde Rattelsdorf
Gemeinde Rauda
Gemeinde Rauschwitz
Gemeinde Rausdorf
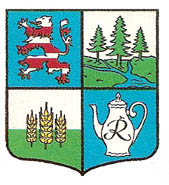
Gemeinde Reichenbach
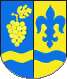
Gemeinde Reinstädt
Gemeinde Renthendorf
Gemeinde Rothenstein
Gemeinde Ruttersdorf-Lotschen
Gemeinde Scheiditz
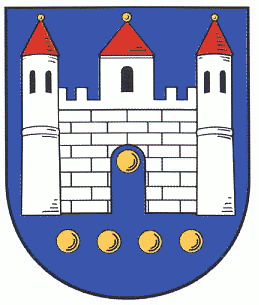
Stadt Schkölen
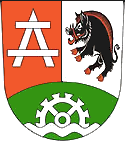
Gemeinde Schleifreisen
Gemeinde Schlöben
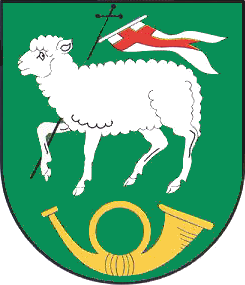
Gemeinde Schöps
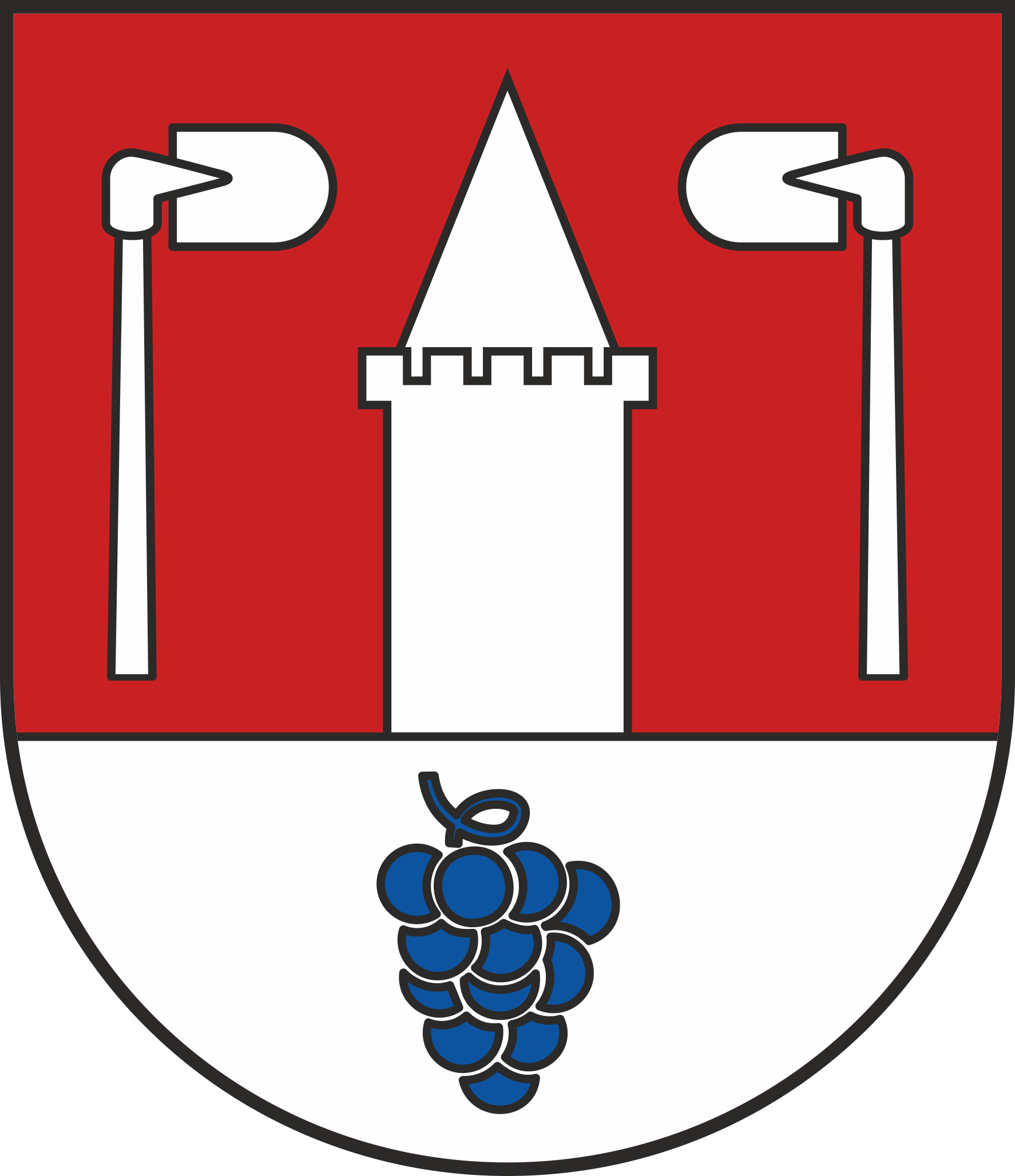
Gemeinde Seitenroda
Gemeinde Serba
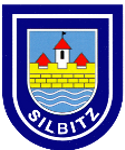
Gemeinde Silbitz
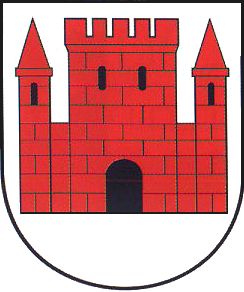
Stadt Stadtroda
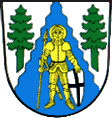
Gemeinde St. Gangloff
Gemeinde Tautendorf
Gemeinde Tautenhain
Gemeinde Tissa
Gemeinde Tröbnitz
Gemeinde Trockenborn-Wolfersdorf
Gemeinde Unterbodnitz
Gemeinde Walpernhain
Gemeinde Waltersdorf
Gemeinde Weißbach
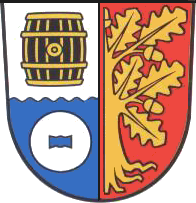
Gemeinde Zöllnitz

## Wappen der Verwaltungsgemeinschaften
Folgende Verwaltungsgemeinschaften führen kein Wappen:
| - Dornburg-Camburg - Hermsdorf | - Hügelland/Täler - Südliches Saaletal |

Verwaltungsgemeinschaft Heideland-Elstertal-Schkölen

## Ortsteile mit eigenem Wappen

Crossen an der Elster, Ortsteil Ahlendorf
Altenberga, Ortsteil Altendorf
Lehesten, Ortsteil Altengönna
Petersberg, Ortsteil Aubitz
Golmsdorf, Ortsteil Beunitz
Bürgel, Ortsteil Beulbar
Schkölen, Ortsteil Böhlitz
Stadtroda, Ortsteil Bollberg
Heideland, Ortsteil Buchheim
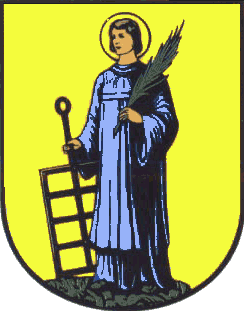
Dornburg-Camburg, Ortsteil Camburg
Bucha, Ortsteil Coppanz
Eichenberg, Ortsteil Dienstädt
Dornburg-Camburg, Ortsteil Döbrichau
Dornburg-Camburg, Ortsteil Döbritschen
Rauschwitz, Ortsteil Döllschütz
Stadtroda, Ortsteil Dorna
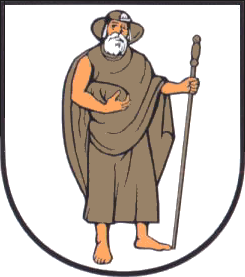
Dornburg-Camburg, Ortsteil Dornburg/Saale
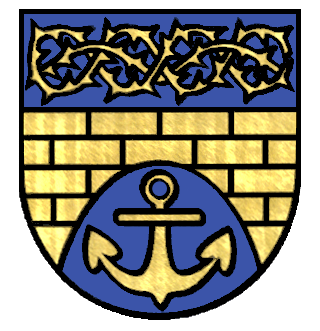
Dornburg-Camburg, Ortsteil Dorndorf-Steudnitz
Schkölen, Ortsteil Dothen
Bürgel, Ortsteil Droschka
Milda, Ortsteil Dürrengleina
Lippersdorf-Erdmannsdorf, Ortsteil Erdmannsdorf
Heideland, Ortsteil Etzdorf
Bürgel, Ortsteil Gerega
Stadtroda, Ortsteil Gernewitz
Reinstädt, Ortsteil Geunitz
Bürgel, Ortsteil Göritzberg
Schkölen, Ortsteil Grabsdorf
Schkölen, Ortsteil Graitschen auf der Höhe
Altenberga, Ortsteil Greuda
Schlöben, Ortsteil Gröben
Heideland, Ortsteil Großhelmsdorf
Milda, Ortsteil Großkröbitz
Stadtroda, Ortsteil Hainbücht
Schkölen, Ortsteil Hainchen
Renthendorf, Ortsteil Hellborn
Bürgel, Ortsteil Hetzdorf
Dornburg-Camburg, Ortsteil Hirschroda
Bürgel, Ortsteil Hohendorf
Bürgel, Ortsteil Ilmsdorf
Schkölen, Ortsteil Kämmeritz
Rauschwitz, Ortsteil Karsdorfberg
Petersberg, Ortsteil Kischlitz
Eichenberg, Ortsteil Kleinbucha
Milda, Ortsteil Kleinkröbitz
Frauenprießnitz, Ortsteil Kleinprießnitz
Großpürschütz, Ortsteil Kleinpürschütz
Serba, Ortsteil Klengel
Heideland, Ortsteil Königshofen
Eisenberg, Ortsteil Kursdorf
Schkölen, Ortsteil Launewitz
Heideland, Ortsteil Lindau
Lippersdorf-Erdmannsdorf, Ortsteil Lippersdorf
Bürgel, Ortsteil Lucka
Unterbodnitz, Ortsteil Magersdorf
Schlöben, Ortsteil Mennewitz
Schkölen, Ortsteil Nautschütz
Bucha, Ortsteil Nennsdorf
Lehesten, Ortsteil Nerkewitz
Crossen an der Elster, Ortsteil Nickelsdorf
Bürgel, Ortsteil Nischwitz
Gneus, Ortsteil Obergneus
Bucha, Ortsteil Oßmaritz
Stadtroda, Ortsteil Podelsatz
Schkölen, Ortsteil Poppendorf
Neuengönna, Ortsteil Porstendorf
Dornburg-Camburg, Ortsteil Posewitz
Schkölen, Ortsteil Pratschütz
Rauschwitz, Ortsteil Pretschwitz
Stadtroda, Ortsteil Quirla
Schlöben, Ortsteil Rabis
Schkölen, Ortsteil Rockau
Frauenprießnitz, Ortsteil Rodameuschel
Milda, Ortsteil Rodias
Bürgel, Ortsteil Rodigast
Lehesten, Ortsteil Rödigen
Gumperda, Ortsteil Röttelmisch
Heideland, Ortsteil Rudelsdorf
Dornburg-Camburg, Ortsteil Schinditz
Altenberga, Ortsteil Schirnewitz
Hummelshain, Ortsteil Schmölln
Rauschwitz, Ortsteil Schmörschwitz
Bucha, Ortsteil Schorba
Silbitz, Ortsteil Seifartsdorf
Oberbodnitz, Ortsteil Seitenbrück
Hainichen, Ortsteil Stiebritz
Dornburg-Camburg, Ortsteil Stöben
Crossen an der Elster, Ortsteil Tauchlitz
Bürgel, Ortsteil Taupadel
Heideland, Ortsteil Thiemendorf
Heideland, Ortsteil Törpla
Trockenborn-Wolfersdorf, Ortsteil Trockenborn
Schlöben, Ortsteil Trockhausen
Serba, Ortsteil Trotz
Dornburg-Camburg, Ortsteil Tümpling
Schkölen, Ortsteil Tünschütz
Tissa, Ortsteil Ulrichswalde
Gneus, Ortsteil Untergneus
Schkölen, Ortsteil Wetzdorf
Schkölen, Ortsteil Willschütz
Dornburg-Camburg, Ortsteil Wilsdorf
Trockenborn-Wolfersdorf, Ortsteil Wolfersdorf
Dornburg-Camburg, Ortsteil Wonnitz
Wichmar, Ortsteil Würchhausen
Milda, Ortsteil Zimmritz
Dornburg-Camburg, Ortsteil Zöthen
Schlöben, Ortsteil Zöttnitz
Nautschütz, Ortsteil Zschorgula
Bibra, Ortsteil Zwabitz
Reinstädt, Ortsteil Zweifelbach

## Blasonierungen
1. ↑  Saale-Holzland-Kreis „Gespalten durch eine eingebogene aufsteigende goldene, mit roten Herzen besäte Spitze, darin ein schwarzer wachsender Löwe; rechts in Rot ein silberner Schrägrechtsbalken; links im neunmal von Schwarz und Gold geteilten Feld ein schrägrechter grüner Rautenkranz“ (Genehmigung des Thüringer Landesverwaltungsamtes vom 18. August 1997)
2. ↑  Altenberga „Halb gespalten und geteilt; vorn in Blau ein rechtsschreitender Löwe, oben hinten in Silber vier schwarze Spitzen, unten silber-schwarz geschacht.“ (Hauptsatzung § 2 Abs. 1 (Memento des Originals vom 28. September 2007 im Internet Archive)  Info: Der Archivlink wurde automatisch eingesetzt und noch nicht geprüft. Bitte prüfe Original- und Archivlink gemäß Anleitung und entferne dann diesen Hinweis.)
3. ↑  Bibra „In Grün ein silbernes schreitendes Pferd, darunter in einem goldenen Schild eine grüne Tanne.“ (Hauptsatzung § 2 Abs. 1 (Memento des Originals vom 28. September 2007 im Internet Archive)  Info: Der Archivlink wurde automatisch eingesetzt und noch nicht geprüft. Bitte prüfe Original- und Archivlink gemäß Anleitung und entferne dann diesen Hinweis.)
4. ↑  Bucha „Gespalten von Silber und Grün; vorn ein gestürztes grünes Buchenblatt aus einem querliegenden Zweig wachsend, hinten fünf gestürzte silberne Buchenblätter, ebenfalls aus einem querliegenden Zweig wachsend.“ (Hauptsatzung § 2 Abs. 1 (Memento des Originals vom 28. September 2007 im Internet Archive)  Info: Der Archivlink wurde automatisch eingesetzt und noch nicht geprüft. Bitte prüfe Original- und Archivlink gemäß Anleitung und entferne dann diesen Hinweis.)
5. ↑  Eichenberg „In Silber, gespalten von einer eingepfropften roten Spitze, darin ein Buchenblatt über drei Lindenblättern. Vorn auf grünem Dreiberg ein grüner Eichenbaum mit fünf Früchten, hinten ein schrägrechter blauer Wellenbalken.“ (Hauptsatzung § 2 Abs. 1 (Memento des Originals vom 28. September 2007 im Internet Archive)  Info: Der Archivlink wurde automatisch eingesetzt und noch nicht geprüft. Bitte prüfe Original- und Archivlink gemäß Anleitung und entferne dann diesen Hinweis.)
6. ↑  Eisenberg „In Blau eine gezinnte goldene Stadtmauer mit gezinntem Torturm und geschlossenem Tor. Hinter der Mauer links und rechts vom Hauptturm zwei ungezinnte Seitentürme mit roten Glockendächern, die Turmmitten der beiden Seitentürme sowie das Spitzdach des Tores in Rot. Der Schildfuß wird durch vier Querlinien begrenzt. Zwischen Mohrenrumpf und Wappenschild ein goldener Spangenhelm mit hellem Zier. Der Mohrenkopf trägt eine weiße Binde über den Augen und blickt nach rechts. Der Wappenschild wird zur Hälfte von einer blau-weißen Schabracke umrahmt.“ (Hauptsatzung § 2 Abs. 1 (Memento des Originals vom 27. September 2007 im Internet Archive)  Info: Der Archivlink wurde automatisch eingesetzt und noch nicht geprüft. Bitte prüfe Original- und Archivlink gemäß Anleitung und entferne dann diesen Hinweis.; PDF; 38 kB)
7. ↑  Großeutersdorf „In Blau eine silberne rotbedachte kirche, dessen linksstehender Turm ein Walmdach hat; silberner Schildfuß, mit rotem Kreuz belegt.“ (Hauptsatzung § 2 Abs. 1 (Memento des Originals vom 28. September 2007 im Internet Archive)  Info: Der Archivlink wurde automatisch eingesetzt und noch nicht geprüft. Bitte prüfe Original- und Archivlink gemäß Anleitung und entferne dann diesen Hinweis.)
8. ↑  Großpürschütz „Gespalten von Gold und Rot; vorn ein roter Krebs, hinten ein goldener Fisch.“ (Hauptsatzung § 2 Abs. 1 (Memento des Originals vom 28. September 2007 im Internet Archive)  Info: Der Archivlink wurde automatisch eingesetzt und noch nicht geprüft. Bitte prüfe Original- und Archivlink gemäß Anleitung und entferne dann diesen Hinweis.)
9. ↑  Hummelshain „Geviert von Silber und Grün mit rotem Herzschild, darin ein goldener Turm mit Spitzdach und seitlichen Spitztürmchen; in Feld 1 und 4 je eine grüne Tanne, in Feld 2 und 3 je eine fünfendige Hirschstange mit Rosenstock.“ (Hauptsatzung § 2 Abs. 1 (Memento des Originals vom 28. September 2007 im Internet Archive)  Info: Der Archivlink wurde automatisch eingesetzt und noch nicht geprüft. Bitte prüfe Original- und Archivlink gemäß Anleitung und entferne dann diesen Hinweis.)
10. ↑  Kahla „In Silber die heilige Margarethe in rotem Ober- und weißem Untergewand mit goldener Krone auf dem Haupt, goldenem Heiligenschein, goldenem Gürtel, mit dem rechten Fuß stehend auf einem grünen geflügelten Drachen mit rot ausschlagender Zunge, einen weißen Kreuzstab in der rechten Hand, welchen sie in den Rachen des Drachen stößt, beseitet links von einem sechsstrahligen goldenen Stern und rechts in ungefährer Mitte des Stabes von dem Schwarzburgischen Wappen (in Blau ein goldener, gekrönter, aufspringender, rechtsgewendeter Löwe).“ (Hauptsatzung § 2 Abs. 1 (Memento des Originals vom 28. September 2007 im Internet Archive)  Info: Der Archivlink wurde automatisch eingesetzt und noch nicht geprüft. Bitte prüfe Original- und Archivlink gemäß Anleitung und entferne dann diesen Hinweis.)
11. ↑  Kleineutersdorf „Gespalten von Rot und Silber; vorn ein gestürzter silberner Schlüssel mit dem Bart zum Spalt, hinten ein rotes, nach oben zeigendes Schwert.“ (Hauptsatzung § 2 Abs. 1 (Memento des Originals vom 28. September 2007 im Internet Archive)  Info: Der Archivlink wurde automatisch eingesetzt und noch nicht geprüft. Bitte prüfe Original- und Archivlink gemäß Anleitung und entferne dann diesen Hinweis.)
12. ↑  Lindig „In Gold ein Ritter in stahlblauer Rüstung, der einem auf dem Rücken liegenden grünen Drachen eine schwarze Lanze in den Rachen stößt.“ (Hauptsatzung § 2 Abs. 1 (Memento des Originals vom 28. September 2007 im Internet Archive)  Info: Der Archivlink wurde automatisch eingesetzt und noch nicht geprüft. Bitte prüfe Original- und Archivlink gemäß Anleitung und entferne dann diesen Hinweis.)
13. ↑  Milda „Gespalten von Gold und Grün; vorn ein grüner Laubbaum, hinten ein goldener Kranich.“ (Hauptsatzung § 2 Abs. 1 (Memento des Originals vom 28. September 2007 im Internet Archive)  Info: Der Archivlink wurde automatisch eingesetzt und noch nicht geprüft. Bitte prüfe Original- und Archivlink gemäß Anleitung und entferne dann diesen Hinweis.)
14. ↑  Nausnitz „Geteilt von Grün und Blau durch einen silbernen Wellenbalken, oben ein silberner Pflug und unten ein silbernes Mühlrad.“
15. ↑  Orlamünde „In Gold mit zehn roten Herzen bestreut ein schwarzer rechtsschreitender Löwe mit roter Zunge und Bewehrung.“ (Hauptsatzung § 2 Abs. 1 (Memento des Originals vom 28. September 2007 im Internet Archive)  Info: Der Archivlink wurde automatisch eingesetzt und noch nicht geprüft. Bitte prüfe Original- und Archivlink gemäß Anleitung und entferne dann diesen Hinweis.)
16. ↑  Reinstädt „Gespalten von Blau und Gold; vorn eine goldene Weintraube, hinten eine blaue Lilie, der Schildfuß belegt mit einem Wellenbalken in verwechselten Farben.“ (Hauptsatzung § 2 Abs. 1 (Memento des Originals vom 28. September 2007 im Internet Archive)  Info: Der Archivlink wurde automatisch eingesetzt und noch nicht geprüft. Bitte prüfe Original- und Archivlink gemäß Anleitung und entferne dann diesen Hinweis.)
17. ↑  Schöps „In Grün ein silbernes Schaf, mit dem erhobenen rechten Vorderfuß eine silberne Fahne mit einem roten Hochkreuz tragend, darunter ein liegendes goldenes Jagdhorn.“ (Hauptsatzung § 2 Abs. 1 (Memento des Originals vom 28. September 2007 im Internet Archive)  Info: Der Archivlink wurde automatisch eingesetzt und noch nicht geprüft. Bitte prüfe Original- und Archivlink gemäß Anleitung und entferne dann diesen Hinweis.)